# واروخوانه
واروخوانه یا قرینه خوانی یا پالیندروم یا هامال (به انگلیسی: Palindrome) به واژه، جمله، عدد، شعر یا هر چیز دیگری گفته می‌شود که خواندن آن از چپ به راست یا از راست به چپ کاملاً یکسان باشد. به‌عنوان مثال عدد ۱۹۹۱ یک واروخوانه است یا واژه «Malayalam» که نام یکی از زبان‌های محلی جنوب غربی هندوستان است.
چند مثال دیگر از واروخوانه:
- گرگ
- دود
- نان
- رادار
- داد
- شش
- ساس
- کیک
- قاچاق
- نادان

داماد
قلق
شاش
شوش

## در ادبیات
واروخوانه را می‌توان در برخی از شعرهای کهن نیز یافت. برای نمونه ابیات زیر دارای نوعی واروخوانه‌اند به‌طوری که هر مصرع از دو طرف، یکسان خوانده می‌شود:
| شو همره بلبل بلب هر مهوش           |  | شکر بترازوی وزارت برکش                 |
| ترازوی زر طرزی وزارت               |  | امید آشنایان شادی ما                   |
| ز نطنز آمد رخت خرد ما زنطنز        |  | ز نطنزم ز نطنزم زنطنزم زنطنز           |
| با رخش وه نیز می‌دیدیم زین هوش خراب |  | باز اگر می‌برد بارم را بدر بی مرگ از آب |

در متون قدیمی به این پدیده قلب مستوی، مقلوب مستوی، بالانعکاس و جناس مالایستحیل هم می‌گفتند.
قلب مستوی به معنای خاص یک آرایه ادبی به شما نمی‌آید، چرا که اگر مخاطب اطلاعی از وجود این پدیده در بیت یا شعر نداشته باشد به وجود آن پی نخواهد برد؛ به عبارتی این صنعت، بر خلاف سایر صنایع ادبی باعث زیبایی شعر نخواهد شد، بلکه تنها یک بخت‌آزمایی شاعرانه است و حتی ممکن است در فصاحت و رسایی شعر مشکل ایجاد کند. برای نمونه:
| رامش مرد گنج باری و قوت |  | تو قوی را بجنگ در مشُمار |

گاهی واروخوانه، به جای یک مصرع در کل بیت به‌کار برده می‌شود؛ همانند بیت زیر:
| آیم بر حرب زور ای مه ناخوش |  | شو خانه میا روز بر حرب میا |

در این بیت منسوب به علی بن ابی‌طالب نیز این خاصیت به کار رفته‌است. البته در اینجا هم تمام بیت وارونه خوانی می‌شود:
| مودته تدوم لکل هول |  | و هل کل مودته تدوم؟ |

شعر واروخوانه (回文詩) در ادبیات کلاسیک چینی یک سبک ویژه خود به‌شمار می‌آمد. شعر واروخوانه زیر در زمان دودمان سونگ سروده‌ شده‌است:
枯眼望遙山隔水，往來曾見幾心知。壺空怕酌一杯酒，筆下難成和韻詩。迷路阻人離別久，訊音無雁寄回遲。孤燈夜守長寥寂，夫憶妻兮父憶兒。
جملهٔ آخر این شعر به معنی شوهری است که دلش برای زنش تنگ شده و پدری که دلش برای پسرش تنگ شده؛ در حالی‌که واروخوانهٔ همان جمله به معنی پسری است که برای پدرش دلتنگی می‌کند و زنی که دلش برای شوهرش تنگ شده‌است.